# Geeloogpseudospingus
De geeloogpseudospingus (Pseudospingus xanthophthalmus synoniem: Hemispingus xanthophthalmus) is een zangvogel uit de familie Thraupidae (tangaren).

## Verspreiding en leefgebied
Deze soort komt voor in de Andes van centraal Peru tot noordwestelijk Bolivia.